# Tierra Colorada, Tlaxiaco
Tierra Colorada är en ort i Mexiko.   Den ligger i kommunen Heroica Ciudad de Tlaxiaco och delstaten Oaxaca, i den sydöstra delen av landet, 290 km sydost om huvudstaden Mexico City. Tierra Colorada ligger 2 444 meter över havet och antalet invånare är 177.
Terrängen runt Tierra Colorada är kuperad åt nordost, men åt sydväst är den bergig. Runt Tierra Colorada är det ganska glesbefolkat, med 43 invånare per kvadratkilometer. Närmaste större samhälle är Heroica Ciudad de Tlaxiaco, 16,4 km nordost om Tierra Colorada. I omgivningarna runt Tierra Colorada växer huvudsakligen savannskog.